# Diskografie Aviciiho
Toto je seznam vydané diskografie švédského diskžokeje Aviciiho (1998–2018).

## Alba

### Studiová alba
| Název   | Detaily o albu                                                 | Umístění v hitparádách | Umístění v hitparádách | Umístění v hitparádách | Umístění v hitparádách | Umístění v hitparádách | Umístění v hitparádách | Umístění v hitparádách | Umístění v hitparádách | Umístění v hitparádách | Umístění v hitparádách | Prodeje                  | Certifikace |
| Název   | Detaily o albu                                                 | SWE                    | AUS                    | AUT                    | BEL (FL)               | FRA                    | GER                    | NLD                    | SWI                    | UK                     | US                     | Prodeje                  | Certifikace |
| ------- | -------------------------------------------------------------- | ---------------------- | ---------------------- | ---------------------- | ---------------------- | ---------------------- | ---------------------- | ---------------------- | ---------------------- | ---------------------- | ---------------------- | ------------------------ | --- |
| True    | - Vydáno: 13. září 2013 (SWE) - Vydavatelství: PRMD, Universal | 1                      | 1                      | 3                      | 5                      | 8                      | 5                      | 2                      | 2                      | 2                      | 5                      | - US: 319,000 - : 40,000 | - GLF: 2× Platinum - ARIA: 2× Platinum - PMB: Platinum - BPI: Platinum - BVMI: Platinum - IFPI AUT: 3× Platinum - IFPI SWI: Gold - RIAA: Platinum - SNEP: Platinum |
| Stories | - Vydáno: 2. října 2015 (SWE) - Vydavatelství: PRMD, Universal | 1                      | 10                     | 6                      | 7                      | 19                     | 8                      | 7                      | 3                      | 9                      | 17                     |                          | - GLF: 2× Platinum - BPI: Gold - IFPI AUT: Gold |
| Tim     | - Vydáno: 6. června 2019 (SWE) - Vydavatelství: Universal      | 1                      | 6                      | 3                      | 1                      | 11                     | 5                      | 1                      | 2                      | 7                      | 11                     |                          | - BPI: Silver |

### Kompilační alba
| Název                                                  | Detaily o albu                                                     |
| ------------------------------------------------------ | ------------------------------------------------------------------ |
| Avicii Presents Strictly Miami (DJ Edition) [Unmixed]  | - Vydáno: 4. dubna 2011 (US) - Vydavatelství: Strictly Rhythm      |
| The Singles                                            | - Vydáno: 31. května 2011 (US) - Vydavatelství: Ultra              |
| The Collection – taken from Superstar (Deluxe Edition) | - Vydáno: 5. srpna 2011 (US) - Vydavatelství: Superstar Recordings |
| Live a Life You Will Remember                          | - Vydáno: 7. května 2021 - Vydavatelství: Universal Music Sweden   |

### Remixová alba
| Název                  | Detaily o albu                                                   | Umístění v hitparádách | Umístění v hitparádách | Umístění v hitparádách | Umístění v hitparádách | Umístění v hitparádách | Umístění v hitparádách |
| Název                  | Detaily o albu                                                   | SWE                    | AUS                    | BEL (FL)               | NZ                     | SWI                    | US                     |
| ---------------------- | ---------------------------------------------------------------- | ---------------------- | ---------------------- | ---------------------- | ---------------------- | ---------------------- | ---------------------- |
| True: Avicii by Avicii | - Vydáno: 21. března 2014 (SWE) - Vydavatelství: PRMD, Universal | 15                     | 16                     | 29                     | 23                     | 15                     | 139                    |

### Mixová alba
| Název                          | Detaily o albu                                                 |
| ------------------------------ | -------------------------------------------------------------- |
| Avicii Presents Strictly Miami | - Vydáno: 5. dubna 2011 (SWE) - Vydavatelství: Strictly Rhythm |

## Extended play
| Název                                                                                   | Detaily                                                          | Umístění v hitparádách | Umístění v hitparádách | Umístění v hitparádách | Umístění v hitparádách | Umístění v hitparádách | Umístění v hitparádách | Umístění v hitparádách |
| Název                                                                                   | Detaily                                                          | SWE                    | AUS                    | AUT                    | FRA                    | GER                    | SWI                    | US                     |
| --------------------------------------------------------------------------------------- | ---------------------------------------------------------------- | ---------------------- | ---------------------- | ---------------------- | ---------------------- | ---------------------- | ---------------------- | ---------------------- |
| Muja                                                                                    | - Vydáno: 15. dubna 2009 - Vydavatelství: Vicious Grooves        | —                      | —                      | —                      | —                      | —                      | —                      | —                      |
| I Always DJ Naked (se Starkillers jako Killers & Rockers)                               | - Vydáno: 19. října 2010 - Vydavatelství: Ultra Records          | —                      | —                      | —                      | —                      | —                      | —                      | —                      |
| iTunes Festival: London 2013                                                            | - Nahráno: 15. září 2013 - Vydavatelství: Universal              | —                      | —                      | —                      | —                      | —                      | —                      | —                      |
| The Days / The Nights                                                                   | - Vydáno: 1. prosince 2014 - Vydavatelství: PRMD, Universal      | —                      | —                      | —                      | —                      | —                      | —                      | —                      |
| Pure Grinding / For a Better Day                                                        | - Vydáno: 28. srpna 2015 - Vydavatelství: PRMD                   | —                      | —                      | —                      | —                      | —                      | —                      | —                      |
| Avīci (01)                                                                              | - Vydáno: 10. srpna 2017 - Vydavatelství: Universal Music Sweden | 1                      | 14                     | 9                      | 57                     | 37                     | 11                     | 52                     |
| "—" značí, že se nahrávka neumístila v hitparádách nebo v tomto území ani nebyla vydána |                                                                  |                        |                        |                        |                        |                        |                        |                        |

## Singly

### Jako hlavní umělec
| Název                                                                                   | Rok  | Umístění v hitparádách | Umístění v hitparádách | Umístění v hitparádách | Umístění v hitparádách | Umístění v hitparádách | Umístění v hitparádách | Umístění v hitparádách | Umístění v hitparádách | Umístění v hitparádách | Umístění v hitparádách | Certifikace | Album                                                         |
| Název                                                                                   | Rok  | SWE                    | AUS                    | AUT                    | BEL (FL)               | FRA                    | GER                    | NLD                    | SWI                    | UK                     | US                     | Certifikace | Album                                                         |
| --------------------------------------------------------------------------------------- | ---- | ---------------------- | ---------------------- | ---------------------- | ---------------------- | ---------------------- | ---------------------- | ---------------------- | ---------------------- | ---------------------- | ---------------------- | --- | ------------------------------------------------------------- |
| "Sound of Now"                                                                          | 2008 | —                      | —                      | —                      | —                      | —                      | —                      | —                      | —                      | —                      | —                      | | Singl bez alb                                                 |
| "Muja"                                                                                  | 2009 | —                      | —                      | —                      | —                      | —                      | —                      | —                      | —                      | —                      | —                      | | Muja EP                                                       |
| "Ryu"                                                                                   | 2009 | —                      | —                      | —                      | —                      | —                      | —                      | —                      | —                      | —                      | —                      | | Ryu / Strutnut                                                |
| "Even" (se Sebastien Drums)                                                             | 2009 | —                      | —                      | —                      | —                      | —                      | —                      | —                      | —                      | —                      | —                      | | Singly bez alb                                                |
| "Alcoholic" (jako Tim Berg)                                                             | 2009 | —                      | —                      | —                      | —                      | —                      | —                      | —                      | —                      | —                      | —                      | | Singly bez alb                                                |
| "Break da Floor" (s Ralph)                                                              | 2009 | —                      | —                      | —                      | —                      | —                      | —                      | —                      | —                      | —                      | —                      | | Singly bez alb                                                |
| "Bom"                                                                                   | 2010 | —                      | —                      | —                      | —                      | —                      | —                      | —                      | —                      | —                      | —                      | | Singly bez alb                                                |
| "Insomnia" (jako Tom Hangs se Starkillers, Pimp Rockers a Marco Machiavelli)            | 2010 | —                      | —                      | —                      | —                      | —                      | —                      | —                      | —                      | —                      | —                      | | Singly bez alb                                                |
| "Bromance" (jako Tim Berg)                                                              | 2010 | 16                     | —                      | —                      | 1                      | —                      | —                      | 2                      | —                      | —                      | —                      | - BEA: Gold - NVPI: Gold | Singly bez alb                                                |
| "My Feelings for You" (se Sebastien Drums)                                              | 2010 | 37                     | —                      | 34                     | —                      | —                      | 25                     | 24                     | 40                     | 46                     | —                      | - BVMI: Gold | Singly bez alb                                                |
| "Seek Bromance" (Avicii's Vocal Extended) (jako Tim Berg)                               | 2010 | 20                     | 32                     | 53                     | —                      | 12                     | 61                     | —                      | 13                     | 13                     | —                      | - GLF: Platinum - ARIA: Gold - BEA: Gold - BPI: Gold | Singly bez alb                                                |
| "Tweet It" (jako Tim Berg s Norman Doray a Sebastien Drums)                             | 2010 | —                      | —                      | —                      | —                      | —                      | —                      | 55                     | —                      | —                      | —                      | | Singly bez alb                                                |
| "Malo"                                                                                  | 2010 | —                      | —                      | —                      | —                      | —                      | —                      | —                      | —                      | —                      | —                      | | Singly bez alb                                                |
| "Don't Hold Back" (s John Dahlbäck jako Jovicii feat. Andy P)                           | 2010 | —                      | —                      | —                      | —                      | —                      | —                      | —                      | —                      | —                      | —                      | | Singly bez alb                                                |
| "Street Dancer"                                                                         | 2011 | —                      | —                      | —                      | —                      | —                      | —                      | 33                     | —                      | —                      | —                      | | Singly bez alb                                                |
| "So Excited"                                                                            | 2011 | —                      | —                      | —                      | —                      | —                      | —                      | —                      | —                      | —                      | —                      | | Singly bez alb                                                |
| "iTrack" (s Oliver Ingrosso a Otto Knows)                                               | 2011 | —                      | —                      | —                      | —                      | —                      | —                      | 30                     | —                      | —                      | —                      | | Singly bez alb                                                |
| "Sweet Dreams" (Avicii Swede Dreams Mix)                                                | 2011 | —                      | —                      | —                      | —                      | —                      | —                      | —                      | —                      | —                      | —                      | | Singly bez alb                                                |
| "Blessed" (Avicii Edit) (jako Tom Hangs feat. Shermanology)                             | 2011 | —                      | —                      | —                      | —                      | 69                     | 50                     | 9                      | —                      | 164                    | —                      | | Singly bez alb                                                |
| "Jailbait"                                                                              | 2011 | —                      | —                      | —                      | —                      | —                      | —                      | —                      | —                      | —                      | —                      | | Singly bez alb                                                |
| "Snus" (se Sebastien Drums)                                                             | 2011 | —                      | —                      | —                      | —                      | —                      | —                      | —                      | —                      | —                      | —                      | | Singly bez alb                                                |
| "Fade into Darkness"                                                                    | 2011 | 4                      | 70                     | —                      | —                      | —                      | —                      | —                      | —                      | 196                    | —                      | - GLF: 5× Platinum | Singly bez alb                                                |
| "Collide" (s Leona Lewis)                                                               | 2011 | —                      | —                      | 29                     | —                      | —                      | —                      | —                      | —                      | 4                      | —                      | - BPI: Silver | Singly bez alb                                                |
| "Levels"                                                                                | 2011 | 1                      | 24                     | 4                      | 4                      | 14                     | 6                      | 4                      | 5                      | 4                      | 60                     | - PMB: Diamond - GLF: 8× Platinum - ARIA: 7× Platinum - BEA: Platinum - BPI: 3× Platinum - BVMI: 3× Platinum - IFPI AUT: Platinum - IFPI SWI: 2× Platinum - NVPI: 4× Platinum - RIAA: 3× Platinum       | Singly bez alb                                                |
| "Before This Night Is Through (Bad Things)" (jako Tim Berg)                             | 2012 | —                      | —                      | —                      | —                      | —                      | —                      | —                      | —                      | —                      | —                      | | Bad Things – The Ten Year Anniversary Album from Joia Records |
| "Silhouettes"                                                                           | 2012 | 11                     | 53                     | 26                     | —                      | —                      | 87                     | 35                     | —                      | 22                     | —                      | - GLF: 3× Platinum - ARIA: Platinum - PMB: Gold - BPI: Silver | Singly bez alb                                                |
| "Superlove" (Remix) (vs. Lenny Kravitz)                                                 | 2012 | —                      | —                      | —                      | 7                      | —                      | —                      | 15                     | —                      | 49                     | —                      | | Singly bez alb                                                |
| "Two Million"                                                                           | 2012 | —                      | —                      | —                      | —                      | —                      | —                      | —                      | —                      | —                      | —                      | | Singly bez alb                                                |
| "Last Dance"                                                                            | 2012 | —                      | —                      | —                      | —                      | 40                     | —                      | —                      | —                      | —                      | —                      | | Singly bez alb                                                |
| "Dancing in My Head" (s Eric Turner)                                                    | 2012 | —                      | —                      | —                      | —                      | —                      | —                      | 54                     | —                      | 188                    | —                      | | Singly bez alb                                                |
| "I Could Be the One" (vs. Nicky Romero)                                                 | 2012 | 3                      | 4                      | 15                     | 8                      | 22                     | 37                     | 7                      | 26                     | 1                      | —                      | - ARIA: 4× Platinum - NVPI: 3× Platinum - PMB: Platinum - BPI: Platinum - RIAA: Platinum - BEA: Gold - BVMI: Gold                                                                                       | Singly bez alb                                                |
| "Three Million (Your Love Is Amazing)" (feat. Negin)                                    | 2013 | —                      | —                      | —                      | —                      | —                      | —                      | —                      | —                      | —                      | —                      | | Singly bez alb                                                |
| "X You"                                                                                 | 2013 | 19                     | —                      | —                      | —                      | —                      | —                      | 48                     | —                      | 47                     | —                      | - GLF: Platinum | Singly bez alb                                                |
| "UMF (Ultra Music Festival Anthem)"                                                     | 2013 | —                      | —                      | —                      | —                      | —                      | —                      | —                      | —                      | —                      | —                      | | Ultra Music Festival Anthems EP                               |
| "We Write the Story" (s B&B a Choir)                                                    | 2013 | —                      | —                      | —                      | —                      | —                      | —                      | 73                     | —                      | —                      | —                      | | Eurovision Song Contest: Malmö 2013                           |
| "Wake Me Up"                                                                            | 2013 | 1                      | 1                      | 1                      | 1                      | 1                      | 1                      | 1                      | 1                      | 1                      | 4                      | - PMB: Diamond - ARIA: 15× Platinum - GLF: 13× Platinum - RIAA: 11× Platinum - NVPI: 8× Platinum - BPI: 5× Platinum - BEA: 4× Platinum - IFPI SWI: 3× Platinum - IFPI AUT: 2× Platinum - BVMI: 11× Gold | True                                                          |
| "Speed" (Burn and Lotus F1 Team Mix)                                                    | 2013 | —                      | —                      | 50                     | —                      | —                      | —                      | —                      | —                      | —                      | —                      | | Singl bez alb                                                 |
| "You Make Me"                                                                           | 2013 | 1                      | 12                     | 7                      | 20                     | 58                     | 34                     | 20                     | 29                     | 5                      | 85                     | - GLF: 4× Platinum - ARIA: 2× Platinum - PMB: Platinum - BPI: Platinum - BVMI: Gold - NVPI: 2× Platinum - RIAA: Gold                                                                                    | True                                                          |
| "Hey Brother"                                                                           | 2013 | 1                      | 2                      | 1                      | 3                      | 4                      | 1                      | 1                      | 1                      | 2                      | 16                     | - PMB: Diamond - GLF: 7× Platinum - ARIA: 8× Platinum - BEA: Platinum - BPI: 2× Platinum - BVMI: 2× Platinum - IFPI AUT: Platinum - IFPI SWI: Platinum - NVPI: 3× Platinum - RIAA: 4× Platinum          | True                                                          |
| "Addicted to You"                                                                       | 2013 | 11                     | 5                      | 3                      | 5                      | 6                      | 6                      | 6                      | 4                      | 14                     | —                      | - GLF: 3× Platinum - ARIA: 4× Platinum - PMB: Platinum - BEA: Gold - BPI: Platinum - BVMI: Platinum - IFPI AUT: Gold                                                                                    | True                                                          |
| "Lay Me Down"                                                                           | 2014 | 39                     | 34                     | 17                     | —                      | 47                     | 35                     | 44                     | 41                     | 200                    | —                      | - GLF: Gold | True                                                          |
| "The Days"                                                                              | 2014 | 1                      | 10                     | 3                      | —                      | 52                     | 7                      | 10                     | 8                      | 82                     | 78                     | - PMB: Platinum - ARIA: 2× Platinum - GLF: Platinum - BVMI: Gold | The Days / Nights EP                                          |
| "The Nights"                                                                            | 2014 | 2                      | 9                      | 6                      | 14                     | 79                     | 19                     | 19                     | 17                     | 6                      | —                      | - PMB: Diamond - GLF: Platinum - ARIA: 5× Platinum - BPI: 2× Platinum - BVMI: Gold - IFPI AUT: Gold - RIAA: Platinum                                                                                    | The Days / Nights EP                                          |
| "Feeling Good"                                                                          | 2015 | 27                     | —                      | —                      | —                      | —                      | —                      | —                      | —                      | —                      | —                      | | Singl bez alb                                                 |
| "Waiting for Love"                                                                      | 2015 | 1                      | 15                     | 1                      | 15                     | 14                     | 8                      | 6                      | 7                      | 6                      | —                      | - PMB: Diamond - GLF: 7× Platinum - ARIA: 4× Platinum - BEA: Platinum - BPI: 2× Platinum - BVMI: Platinum - IFPI AUT: Gold - RIAA: Gold                                                                 | Stories                                                       |
| "For a Better Day"                                                                      | 2015 | 5                      | 51                     | 10                     | —                      | 26                     | 18                     | 17                     | 16                     | 68                     | —                      | - GLF: 2× Platinum - PMB: Platinum - BVMI: Gold | Stories                                                       |
| "Pure Grinding"                                                                         | 2015 | 19                     | —                      | 71                     | —                      | —                      | 94                     | —                      | —                      | —                      | —                      | | Stories                                                       |
| "Broken Arrows"                                                                         | 2015 | 4                      | 30                     | 70                     | —                      | —                      | 82                     | 43                     | 57                     | 178                    | —                      | - GLF: 3× Platinum - PMB: Gold | Stories                                                       |
| "Taste the Feeling" (vs. Conrad Sewell)                                                 | 2016 | 60                     | —                      | 17                     | —                      | 148                    | 53                     | —                      | —                      | —                      | —                      | - PMB: Gold | Singl bez alb                                                 |
| "Without You" (feat. Sandro Cavazza)                                                    | 2017 | 1                      | 20                     | 7                      | 15                     | 30                     | 18                     | 13                     | 10                     | 32                     | —                      | - GLF: 7× Platinum - PMB: Platinum - BEA: Platinum - BPI: Platinum - BVMI: Platinum - IFPI AUT: Gold - RIAA: Gold - SNEP: Platinum                                                                      | Avīci (01)                                                    |
| "Lonely Together" (feat. Rita Ora)                                                      | 2017 | 3                      | 32                     | 18                     | 36                     | 66                     | 24                     | 22                     | 22                     | 4                      | —                      | - BEA: Gold - PMB: Platinum - BPI: 2× Platinum - BVMI: Gold - SNEP: Platinum - RIAA: Platinum | Avīci (01)                                                    |
| "SOS" (feat. Aloe Blacc)                                                                | 2019 | 1                      | 7                      | 4                      | 2                      | 49                     | 8                      | 2                      | 3                      | 6                      | 68                     | - ARIA: 3× Platinum - PMB: Platinum - BEA: Platinum - BPI: Platinum - BVMI: Platinum - SNEP: Gold - RIAA: Gold                                                                                          | Tim                                                           |
| "Tough Love" (feat. Vargas & Lagola a Agnes)                                            | 2019 | 2                      | —                      | 45                     | —                      | —                      | 72                     | 60                     | 31                     | 60                     | —                      | - PMB: Gold | Tim                                                           |
| "Heaven" (feat. Chris Martin)                                                           | 2019 | 2                      | 20                     | 21                     | 15                     | 119                    | 30                     | 16                     | 11                     | 20                     | 83                     | - PMB: Platinum - BPI: Silver - RIAA: Gold | Tim                                                           |
| "Fades Away" (Tribute Concert Version) (feat. MishCatt)                                 | 2019 | 77                     | —                      | —                      | —                      | —                      | —                      | —                      | —                      | —                      | —                      | | Tim                                                           |
| "Forever Yours (Tribute)" (s Kygo a Sandro Cavazza)                                     | 2020 | 4                      | 96                     | —                      | —                      | —                      | 65                     | 64                     | 25                     | —                      | —                      | | Singl bez alb                                                 |
| "—" značí, že se nahrávka neumístila v hitparádách nebo v tomto území ani nebyla vydána |      |                        |                        |                        |                        |                        |                        |                        |                        |                        |                        | |                                                               |

### Jako vedlejší umělec
| Titul                                                                                   | Rok  | Umístění v hitparádách | Umístění v hitparádách | Umístění v hitparádách | Umístění v hitparádách | Umístění v hitparádách | Umístění v hitparádách | Umístění v hitparádách | Umístění v hitparádách | Album                |
| Titul                                                                                   | Rok  | SWE                    | BEL (FL) Tip           | FRA                    | NOR                    | SPA                    | UK                     | US Bub.                | US Dance               | Album                |
| --------------------------------------------------------------------------------------- | ---- | ---------------------- | ---------------------- | ---------------------- | ---------------------- | ---------------------- | ---------------------- | ---------------------- | ---------------------- | -------------------- |
| "Divine Sorrow" (Wyclef feat. Avicii)                                                   | 2014 | 7                      | 23                     | 105                    | 25                     | 38                     | 174                    | 9                      | 12                     | J'ouvert (EP)        |
| "Dar um Jeito (We Will Find a Way)" (Santana a Wyclef feat. Avicii a Alexandre Pires)   | 2014 | —                      | 16                     | —                      | —                      | 49                     | —                      | —                      | —                      | One Love, One Rhythm |
| "忘我 (Lose Myself)" (Wang Leehom feat. Avicii)                                         | 2014 | —                      | —                      | —                      | —                      | —                      | —                      | —                      | —                      | 你的愛 (Your Love)   |
| "Back Where I Belong" (Otto Knows feat. Avicii)                                         | 2016 | 32                     | ―                      | ―                      | —                      | ―                      | —                      | ―                      | —                      | Singl bez alb        |
| "—" značí, že se nahrávka neumístila v hitparádách nebo v tomto území ani nebyla vydána |      |                        |                        |                        |                        |                        |                        |                        |                        |                      |

### Promo singly
| Název                                           | Rok  | Umístění v hitparádách | Umístění v hitparádách | Umístění v hitparádách | Album         |
| Název                                           | Rok  | BEL (FL) Tip           | BEL (WA) Tip           | NLD                    | Album         |
| ----------------------------------------------- | ---- | ---------------------- | ---------------------- | ---------------------- | ------------- |
| "Penguin/Fade into Darkness (Instrumental Mix)" | 2011 | 16                     | 33                     | 60                     | Singl bez alb |

## Další umístěné písně
| "Sunshine" (s David Guetta)                                                             | 2011 | 59 | —  | —  | —  | —  | —  |                    | Nothing but the Beat |
| "Run Away" (Kate Ryan feat. Tim Berg)                                                   | 2012 | —  | 37 | —  | —  | —  | —  |                    | Electroshock         |
| "Dear Boy"                                                                              | 2013 | 18 | —  | —  | —  | —  | 34 |                    | True                 |
| "Liar Liar"                                                                             | 2013 | 26 | —  | —  | —  | —  | 45 |                    | True                 |
| "Shame on Me"                                                                           | 2013 | 32 | —  | —  | —  | —  | —  |                    | True                 |
| "Hope There's Someone"                                                                  | 2013 | 47 | —  | —  | —  | —  | —  |                    | True                 |
| "Heart Upon My Sleeve"                                                                  | 2013 | 51 | —  | —  | —  | —  | 49 |                    | True                 |
| "All You Need Is Love"                                                                  | 2013 | 33 | —  | —  | —  | —  | —  |                    | True                 |
| "Gonna Love Ya"                                                                         | 2015 | 3  | —  | —  | 25 | —  | 32 | - GLF: 3× Platinum | Stories              |
| "Somewhere in Stockholm"                                                                | 2015 | 30 | —  | —  | —  | —  | —  |                    | Stories              |
| "Trouble"                                                                               | 2015 | 33 | —  | —  | —  | —  | 46 |                    | Stories              |
| "Sunset Jesus"                                                                          | 2015 | 37 | —  | —  | —  | —  | 49 |                    | Stories              |
| "Talk to Myself"                                                                        | 2015 | 43 | —  | —  | —  | —  | 25 |                    | Stories              |
| "Ten More Days"                                                                         | 2015 | 45 | —  | —  | —  | —  | —  |                    | Stories              |
| "Can't Catch Me"                                                                        | 2015 | 55 | —  | —  | —  | —  | —  |                    | Stories              |
| "True Believer"                                                                         | 2015 | 64 | —  | —  | —  | —  | 50 |                    | Stories              |
| "City Lights"                                                                           | 2015 | 66 | —  | —  | —  | —  | —  |                    | Stories              |
| "Touch Me"                                                                              | 2015 | 69 | —  | —  | —  | —  | —  |                    | Stories              |
| "Stories – Megamix"                                                                     | 2015 | —  | —  | —  | —  | —  | —  |                    | Singl bez alb        |
| "Friend of Mine" (feat. Vargas & Lagola)                                                | 2017 | 5  | —  | —  | —  | —  | 44 |                    | Avīci (01)           |
| "You Be Love" (feat. Billy Raffoul)                                                     | 2017 | 9  | —  | —  | —  | —  | 41 |                    | Avīci (01)           |
| "What Would I Change It To" (feat. AlunaGeorge)                                         | 2017 | 11 | —  | —  | —  | —  | —  |                    | Avīci (01)           |
| "So Much Better" (Avicii Remix) (se Sandro Cavazza)                                     | 2017 | 12 | —  | —  | —  | —  | —  |                    | Avīci (01)           |
| "Peace of Mind" (feat. Vargas & Lagola)                                                 | 2019 | 17 | —  | 99 | —  | —  | 22 |                    | Tim                  |
| "Bad Reputation" (feat. Joe Janiak)                                                     | 2019 | 9  | —  | 84 | —  | —  | 23 |                    | Tim                  |
| "Ain't a Thing" (feat. Bonn)                                                            | 2019 | 21 | —  | —  | —  | —  | 26 |                    | Tim                  |
| "Hold the Line" (feat. Arizona)                                                         | 2019 | 16 | —  | 93 | —  | 15 | 18 |                    | Tim                  |
| "Freak" (feat. Bonn)                                                                    | 2019 | 12 | —  | —  | —  | —  | 25 |                    | Tim                  |
| "Excuse Me Mr. Sir" (feat. Vargas & Lagola)                                             | 2019 | 30 | —  | —  | —  | —  | 34 |                    | Tim                  |
| "Heart Upon My Sleeve" (s Imagine Dragons)                                              | 2019 | 11 | —  | 96 | —  | 21 | 14 |                    | Tim                  |
| "Never Leave Me" (feat. Joe Janiak)                                                     | 2019 | 28 | —  | —  | —  | —  | 29 |                    | Tim                  |
| "Fades Away" (feat. Noonie Bao)                                                         | 2019 | 26 | —  | —  | —  | —  | 28 |                    | Tim                  |
| "—" značí, že se nahrávka neumístila v hitparádách nebo v tomto území ani nebyla vydána |      |    |    |    |    |    |    |                    |                      |

## Remixy
| Název                                                          | Rok  | Původní umělec                                   | Další remixér | Album                                                                     |
| -------------------------------------------------------------- | ---- | ------------------------------------------------ | ------------- | ------------------------------------------------------------------------- |
| "When I'm Thinking of You" (Avicii vs. Philgood Remix)         | 2008 | Francesco Diaz, Young Rebels                     | Philgood      | When I'm Thinking of You                                                  |
| "Solaris" (Avicii Greets Joia Mix)                             | 2008 | Roman Salzger                                    | —             | Solaris – EP                                                              |
| "Dancin'" (Avicii Remix)                                       | 2008 | Sebastien Benett                                 | —             | Dancin'                                                                   |
| "Bang That Box" (Avicii vs. Philgood Remix)                    | 2008 | Roger Sanchez, Terri B.                          | Philgood      | Bang That Box                                                             |
| "D10" (Avicii vs. Philgood's Vicious Remix)                    | 2008 | Dirty South                                      | Philgood      | D10                                                                       |
| "Lost in Acid" (Tim Berg's Acidic Remix)                       | 2009 | David Tort                                       | —             | Acid                                                                      |
| "Born to Rave" (Avicii and Philgood Born to Do It Remix)       | 2009 | DJ Ralph                                         | Philgood      | Born to Rave – EP                                                         |
| "Life Goes On" (Avicii vs. Philgood Remix)                     | 2009 | Richard Grey, Erick Morillo, José Nunez          | Philgood      | Life Goes On (2009 Remixes) (feat. Shawnee Taylor) – EP                   |
| "Whatever Kind" (Avicii Remix)                                 | 2009 | Mic Newman                                       | —             | Whatever Kind                                                             |
| "You Used to Hold Me" (Avicii Remember Remix)                  | 2009 | D.O.N.S., Terri B.                               | —             | You Used to Hold Me (feat. Terri B.)                                      |
| "Somewhere" (Avicii Remix)                                     | 2009 | Albin Myers, Sandro Monte, Abigail Bailey        | —             | Somewhere (feat. Abigail Bailey)                                          |
| "Sometimes I Feel" (Avicii's Out of Miami Mix)                 | 2009 | Dim Chris, Sebastien Drums, Paulina              | —             | Sometimes I Feel (feat. Paulina) – EP                                     |
| "Star Airlines" (Avicii Remix)                                 | 2009 | Sebastien Benett                                 | —             | Star Airlines – Single                                                    |
| "We Are" (Avicii Remix)                                        | 2009 | Dirty South                                      | —             | We Are (Remixes)                                                          |
| "Lipstick" (Avicii Remix)                                      | 2009 | Greg Cerrone                                     | —             | Lipstick                                                                  |
| "Tear the Club Up" (Avicii vs. Philgood Two Angry Mix)         | 2009 | Zoo Brazil                                       | Philgood      | Tear the Club Up – Single                                                 |
| "Music Around the World" (Avicii Remix)                        | 2009 | Austin Leeds, Nick Terranova, Teacha             | —             | Music Around the World (feat. Teacha) – EP                                |
| "Boogers" (Avicii's Dumb Dumb Remix)                           | 2009 | MYNC, Harry Choo Choo Romero, José Nunez         | —             | Boogers – EP                                                              |
| "Better Days" (Avicii Remix)                                   | 2009 | The Cut                                          | —             | Better Days                                                               |
| "Shy Shy" (Avicii Remix)                                       | 2009 | EDX                                              | —             | Shy Shy (Part Two)                                                        |
| "Got 2 Get Up" (Avicii Remix)                                  | 2009 | Mr. Timothy, Inaya Day                           | —             | Got 2 Get Up                                                              |
| "Touch Me (In the Morning)" (Avicii's Massive Mix)             | 2009 | Kid Massive, Elliotte Williams N'Dure            | —             | Touch Me (In the Morning)                                                 |
| "Dreamer 2009" (Avicii Dream On Mix)                           | 2009 | Veersus, Maxie Devine, Viani DJ, Janice Robinson | —             | Dreamer 2009 (Remixes) – EP                                               |
| "Escape Me" (Avicii's Remix at Night)                          | 2009 | Tiësto, C.C. Sheffield                           | —             | Kaleidoscope: Remixed                                                     |
| "Fade" (Avicii 2009 Remix)                                     | 2009 | Solu Music, Kimblee                              | —             | —                                                                         |
| "The Drums" (Avicii's Mouthful Remix)                          | 2009 | Alex Gaudino, Nari & Milani                      | —             | My Destination (The Remixes)                                              |
| "One Love" (Avicii Remix)                                      | 2009 | David Guetta, Estelle                            | —             | One Love (Remixes) [feat. Estelle]                                        |
| "In the Air" (Avicii Remix)                                    | 2009 | Austin Leeds, Jeremy Carr                        | —             | In the Air (feat. Jeremy Carr)                                            |
| "Set Me Free" (Avicii Remix)                                   | 2010 | Phonat                                           | —             | Set Me Free                                                               |
| "Spotlight" (Avicii Rising Star Mix)                           | 2010 | The Good Guys, Tesz Milan                        | —             | Spotlight – EP                                                            |
| "Do It with Me" (Avicii vs. Philgood Remix)                    | 2010 | Austin Leeds, Etienne Osbourne, Steve Bartland   | Philgood      | Do It With Me (Avicii vs. Philgood Remix) [feat. Steve Bertrand] – Single |
| "Stop the Rock" (Avicii's Showstopping Remix)                  | 2010 | Jason Rooney                                     | —             | Stop the Rock – EP                                                        |
| "Can't Fight This Feeling" (Avicii Universe Mix)               | 2010 | Junior Caldera, Sophie Ellis-Bextor              | —             | Can't Fight This Feeling (Club Remixes) [feat. Sophie Ellis-Bextor] – EP  |
| "Salinas" (Tim Berg Remix)                                     | 2010 | Dimitri Vegas & Like Mike                        | —             | Salinas                                                                   |
| "Remedy" (Avicii Club Mix)                                     | 2010 | Little Boots                                     | —             | Remedy Remixes – EP                                                       |
| "Cookies with a Smile" (Avicii Remix)                          | 2010 | Dada Life                                        | —             | Cookies With a Smile – EP                                                 |
| "New New New" (Avicii Meets Yellow Mix)                        | 2010 | Bob Sinclar, Vybrate, Queen Ifrica, Makedah      | —             | Strictly Bob Sinclar                                                      |
| "Gettin' Over You" (Avicii's Vocal Mix at Night)               | 2010 | David Guetta, Chris Willis, Fergie, LMFAO        | —             | Gettin' Over You – EP                                                     |
| "I Feel Love" (Avicii's Forgotten Remix)                       | 2010 | Rhythm Masters, MYNC, Wynter Gordon              | —             | I Feel Love (feat. Wynter Gordon) – EP                                    |
| "I Like It" (Avicii Remix)                                     | 2010 | Enrique Iglesias, Pitbull                        | —             | I Like It (feat. Pitbull) [Remixes]                                       |
| "Getting Personal" (Avicii's Italectronic Remix)               | 2010 | Maurizio Gubellini, Mia Crispin                  | —             | Getting Personal (Remixes) [feat. Mia Crispin]                            |
| "Hang with Me" (Avicii's Exclusive Club Mix)                   | 2010 | Robyn                                            | —             | Hang With Me – EP                                                         |
| "Painted Faces" (Avicii Remix)                                 | 2010 | Paul Thomas, Sonny Wharton                       | —             | Painted Faces – Single                                                    |
| "Rapture" (Avicii New Generation Remix)                        | 2010 | Nadia Ali                                        | —             | Queen of Clubs Trilogy: Onyx Edition                                      |
| "Derezzed" (Avicii Remix)                                      | 2011 | Daft Punk                                        | —             | Tron: Legacy Reconfigured                                                 |
| "Drowning" (Avicii Remix)                                      | 2011 | Armin van Buuren, Laura V                        | —             | Mirage – The Remixes                                                      |
| "Girl Gone Wild" (Avicii's UMF Mix)                            | 2012 | Madonna                                          | —             | Girl Gone Wild (Remixes)                                                  |
| "Get Free" (Avicii Edit)                                       | 2013 | Major Lazer, Amber Coffman                       | —             | Lazer Strikes Back Vol. 3                                                 |
| "Miami 82" (Avicii Edit)                                       | 2013 | Syn Cole                                         | —             | None                                                                      |
| "Derezze" (Avicii "So Amazing Mix")                            | 2014 | Daft Punk, Negin                                 | —             | Dconstructed                                                              |
| "Insomnia 2.0" (Avicii Remix)                                  | 2015 | Faithless                                        | Faithless     | Faithless 2.0                                                             |
| "Beautiful Heartbeat" (Avicii Remix) (featuring Frida Sundemo) | 2016 | MORTEN                                           | —             | Beautiful Heartbeat – Single                                              |
| "So Much Better" (Avicii Remix)                                | 2017 | Sandro Cavazza                                   | —             | Sandro Cavazza – EP                                                       |
| "Beautiful Drug" (feat. Avicii) - Remix                        | 2024 | Zac Brown Band                                   | —             | Jekyll + Hyde                                                             |

## Videoklipy

### Jako hlavní umělec
| Název                                       | Rok  | Režisér                           |
| ------------------------------------------- | ---- | --------------------------------- |
| "Fade into Darkness"                        | 2011 | Tobias Hansson, Karl Aulin        |
| "Collide" (s Leona Lewis)                   | 2011 | Ethan Lader                       |
| "Levels"                                    | 2011 | Petro                             |
| "Silhouettes"                               | 2012 | Niklas Johansson                  |
| "Superlove" (Remix) (vs. Lenny Kravitz)     | 2012 | Rich Ragsdale                     |
| "I Could Be the One" (vs. Nicky Romero)     | 2013 | Peter Huang                       |
| "X You"                                     | 2013 | —                                 |
| "Wake Me Up"                                | 2013 | Mark Seliger                      |
| "Speed Burn & Lotus F1 Mix"                 | 2013 | —                                 |
| "You Make Me"                               | 2013 | Sebastian Ringler                 |
| "Hey Brother"                               | 2013 | Jesse Sternbaum                   |
| "Addicted to You"                           | 2014 | Sebastian Ringler                 |
| "Wake Me Up (Avicii by Avicii)"             | 2014 | Zachary James, Alex Negrete       |
| "Hey Brother (Avicii by Avicii)"            | 2014 | Nick Fung, Nate Olson             |
| "Addicted to You (Avicii by Avicii)"        | 2014 | Keshen8                           |
| "You Make Me (Avicii by Avicii)"            | 2014 | Joe Penna                         |
| "Lay Me Down"                               | 2014 | —                                 |
| "Lose Myself (忘我)" (s Wang Leehom)        | 2014 | Jeff Richter                      |
| "The Days"                                  | 2014 | Jesper Erikssen                   |
| "The Nights"                                | 2014 | Jesper Erikssen                   |
| "Feeling Good"                              | 2015 | —                                 |
| "Waiting For Love"                          | 2015 | Sebastian Ringler                 |
| "Pure Grinding/For a Better Day"            | 2015 | Levan Tsikurishvili, Tim Bergling |
| "Broken Arrows"                             | 2015 | Julius Onah                       |
| "Feeling Good (Avicii by Avicii)            | 2016 | —                                 |
| "Lonely Together" (feat. Rita Ora)          | 2017 | Levan Tsikurishvili               |
| "You Be Love" (feat. Billy Raffoul)         | 2017 | TNT                               |
| "Friend of Mine" (feat. Vargas & Lagola)    | 2017 | Tobias Leo Nordquist              |
| "Tough Love" (feat. Agnes, Vargas & Lagola) | 2019 | Fredrik Benke Rydman              |
| "Heaven"                                    | 2019 | Levan Tsikurishvili               |

### Jako vedlejší umělec
| Název                                 | Rok  | Režisér       |
| ------------------------------------- | ---- | ------------- |
| "Divine Sorrow" (Wyclef feat. Avicii) | 2014 | Mr. Brainwash |